# Paratya australiensis
Paratya australiensis is een garnalensoort uit de familie van de Atyidae. De wetenschappelijke naam van de soort is voor het eerst geldig gepubliceerd in 1917 door Kemp.